# TV-året 1953

## Händelser

### Februari
- 1 februari – TV-sändningar inleds i Japan, från stationen JOAK-TV i Tokyo.

### Juni
- 2 juni – BBC TV-sänder drottning Elizabeth II:s kröning. Försäljningen av TV-mottagare i Storbritannien ökar starkt under de föregående veckorna, och ceremonin följs av 20 miljoner TV-tittare.[1]